# Association internationale de signalisation maritime
« IALA » redirige ici. Pour l'association de linguistique à l'origine de l'interlingua, voir International Auxiliary Language Association.
L’Association internationale de signalisation maritime (AISM), souvent plus connue sous son sigle anglais IALA (International Association of Marine Aids to Navigation and Lighthouse Authorities), est une association internationale sans but lucratif créée en 1957 par une vingtaine de pays, dont la France, pour homogénéiser et améliorer la qualité du balisage et répondre aux attentes des usagers de ces aides à la navigation.
Cette association, dont le siège est en France à Saint-Germain-en-Laye, est ouverte aux organisations concernées par la signalisation maritime, ainsi qu'aux institutions scientifiques et aux fabricants de matériel. Elle compte environ 250 membres dont 80 services nationaux (dont le service français des Phares et balises) et autant d'industriels.
Lors de sa 12ème session tenue à La Corogne, en Espagne, en mai 2014, l'Assemblée générale de l'AISM a adopté une résolution affirmant que le statut intergouvernemental facilitera au mieux la réalisation des objectifs de l'AISM au XXIe siècle. La Convention relative à l'Organisation internationale pour les aides à la navigation maritime a été finalisée lors de la Conférence diplomatique qui s'est tenue à Kuala Lumpur, en Malaisie, du 25 au 28 février 2020. L'acte final de la Convention a été signé par 50 États et a été ouverte à la signature de tous les États membres des Nations unies en novembre 2020 à Paris. Elle entrera en vigueur 9 mois après la 30ème ratification.

## Commissions
Quatre commissions techniques permanentes se réunissent deux fois par an sur les thèmes suivants :
- ingénierie, environnement et sauvegarde (bouées, télé-contrôle, alimentation électrique, impacts sur l'environnement, sauvegarde des phares historiques, etc.) ;
- exploitation des services de signalisation maritime (gestion des services, publication du guide des aides à la navigation, etc.) ;
- e-navigation (intégration des informations sur les aides à la navigation provenant de diverses sources, radionavigation, systèmes d'identification automatique, suivi des navires à longue distance, systèmes mondiaux de positionnement, balises radar, lien avec Organisation maritime internationale (OMI) et Union internationale des télécommunications (UIT), etc.) ;
- services de trafic maritime.

## Missions réalisées
On peut mettre au crédit de l'association entre autres :
- la normalisation des systèmes de balisage, avec cependant 2 systèmes faisant référence à 2 régions :
  - IALA A : Le monde entier sauf les parties décrites dans la zone B
  - IALA B : L'Amérique et les Caraïbes, le Japon, les Philippines et la Corée (Nord et Sud)
- L'intégration en 2006 la nouvelle « Marque d'urgence de nouvelle épave » venant remplacer les doubles balises (voir Balisage) ;
- Le développement de l'AIS.

Des conférences réunissent l'ensemble des membres tous les quatre ans. La prochaine réunion se tiendra à Rio de Janeiro au Brésil en mars 2023.
Ces conférences s'intercalent avec les symposia organisés, également tous les quatre ans, sur le thème des services de trafic maritimes.